# Campbell Walsh
Campbell Walsh (* 26. November 1977 in Glasgow) ist ein ehemaliger britischer Kanute aus Schottland.

## Karriere
Campbell Walsh nahm im Kanuslalom mit dem Einer-Kajak zweimal an Olympischen Spielen teil. Bei seinem Olympiadebüt 2004 in Athen qualifizierte er sich als Zweiter der Vorläufe und anschließend als Erster des Halbfinallaufs für den Endlauf. In diesem gelang ihm nur die drittschnellste Zeit, sodass er noch hinter den Franzosen Benoît Peschier zurückfiel und die Silbermedaille gewann. Dritter wurde Peschiers Landsmann Fabien Lefèvre. Bei den Olympischen Spielen 2008 in Peking schied Walsh im Halbfinale auf Platz 15 aus.
Bei den Weltmeisterschaften 2006 in Prag und 2007 in Foz do Iguaçu sicherte er sich jeweils die Bronzemedaille. In La Seu d’Urgell wurde er 2009 Vizeweltmeister im Mannschaftswettbewerb. Weitere Medaillen gewann Walsh außerdem bei Europameisterschaften. 2004 in Skopje belegte er mit der Mannschaft den zweiten Platz, ehe er 2007 in Liptovský Mikuláš sowohl im Einzel als auch mit der Mannschaft Dritter wurde. 2008 wurde er in Krakau schließlich im Einzel Europameister und holte auch bei den Europameisterschaften 2009 in Nottingham mit der Mannschaft den Titel.
Walsh hat einen Abschluss in Mathematik von der University of Nottingham.